# 美國太空軍第1太空聯隊
第1太空聯隊（英語：Space Delta 1，DEL 1）是美國太空軍負責教育訓練的部隊，管理基礎技能訓練、專門作戰人員後續訓練和其他高級訓練課程。

## 組織
| 隊徽 | 單位              | 功能               | 駐地                         | 備註  |
| ---- | ----------------- | ------------------ | ---------------------------- | ----- |
|      | 第1聯隊作戰中隊   | 聯隊人員與中隊管理 | 加利福尼亚州范登堡太空軍基地 |       |
|      | 第319戰鬥訓練中隊 | 進階太空作戰訓練   | 科羅拉多州彼得森太空軍基地   |       |
|      | 第328武器中隊     | 太空軍武器學校     | 內華達州奈利斯空軍基地       |       |
|      | 第392戰鬥訓練中隊 | 軍事模擬和演習     | 科羅拉多州施里佛太空軍基地   | [ 2 ] |
|      | 第533訓練中隊     | 軍校生太空訓練     | 加利福尼亚州范登堡太空軍基地 |       |

## 歷史

### 第二次世界大戰
第381轟炸機大隊於1942年10月28日組成。1942年11月3日啟用，使用B-17轟炸機。1943年調往英國並被分配到美國第八航空隊，主要任務是針對歐洲大陸的目標，曾獲得兩次傑出單位表彰。戰後，第381轟炸機大隊於1945年7月返回南達科他州蘇瀑陸軍航空軍基地，並於同年8月28日被停用。
1947年7月24日，第381轟炸機大隊在內布拉斯加州奧佛特空軍基地作為預備役重新啟用，但沒有配備作戰飛機或有人駕駛，直到1949年7月停用。

### 冷戰
冷戰期間，美國空軍戰略空軍司令部 建立第381戰略飛彈聯隊，駐紮在堪薩斯州麥康奈爾空軍基地。第381戰略飛彈聯隊自1962年起一直保持泰坦二型洲際彈道飛彈處於戒備狀態，直至1986年停用。第381戰略飛彈聯隊由兩個第532戰略飛彈中隊和第533戰略飛彈中隊組成，中隊分別由九個彈道飛彈發射場組成，每個發射場都裝有一枚泰坦二型洲際彈道飛彈。

### 太空軍
第381中隊於1994年4月1日重新啟用，隸屬於空軍教育與訓練司令部並重新指定為美國第二航空隊下屬的第381訓練大隊，駐紮在 加利福尼亚州范登堡空軍基地。該大隊於1994年9月30日成立，是一個非飛行單位，負責整合空軍太空司令部和空軍全球打擊司令部的所有太空和飛彈訓練。
2021年8月23日，在太空訓練與戰備司令部成立後，第381訓練大隊被重新指定為第1太空聯隊並投入運作。2021年9月3日舉辦成軍儀式，以慶祝第1太空聯隊和第1聯隊作戰中隊的啟用。